# Carroll Ballard
Carroll Ballard (Los Angeles, 14 de outubro de 1937) é um cineasta norte-americano.
Ele começou a fazer documentários para a agência de informação dos EUA, Beyond This Winter's Wheat (1965) e Harvest (1967), este último foi nomeado para um Oscar. Ele também fez os documentários The Perils of Priscilla (1969) e Rodeo (1970).